# Корытников, Василий Петрович
Корытников Василий Петрович (31.12.1914 — ??.??.2005) — бригадир слесарей-сборщиков завода «Арсенал» имени М.В. Фрунзе Министерства общего машиностроения CCСР в городе Ленинград (ныне - Санкт-Петербург). Герой Социалистического Труда (26.07.1966).

## Биография
Родился 31 декабря 1914 года в городе Петроград (ныне – Санкт-Петербург) в рабочей семье.
Его отец более 35 лет работал в должности столяра на заводе "Арсенал", занимаясь, при этом, обработкой красного дерева. Начиная с отца, на этом заводе образовалась своя рабочая династия Корытниковым: в разное время на "Арсенале" работали Петр Корытников (отец Василия), его старший сын, дочь и младший сын - Василий Корытников.
Василий с первых дней, как истинный комсомолец, показал себя трудолюбивым, внимательным и энергичным рабочим.
В 1936-1938 году Василий отправился служить в Красную Армию.
В 1938, вернувшись на завод, Василий вновь начал работать на должности слесаря. При этом руководство завода постоянно отмечало его инициативность и энергичность , а разработанные инструменты и приспособления позволили увеличить производительность труда.
Великая Отечественная война и блокада Ленинграда застала Василия на рабочем месте. Совместно с коллегами он работал не покладая рук для того, чтобы обеспечить возрастающие нужды фронта. В связи с этим, был отмечен медалями «За оборону Ленинграда» и «За доблестный труд в Великой Отечественной войне 1941-1945 гг.».
Бригаде В.П. Корытникова было выделено отдельное клеймо, которое подтверждало высокое качество изделий. Сам Василий не забывал и обучать новеньких: за все время его работы лично обучил более ста молодых рабочих.
В 1957 году за создание образцов новой техники награжден орденом Ленина.
В 1961 году В.П. Корытникову присвоили звание ударника коммунистического труда.
26.06.1966 Президиум Верховного Совета СССР указом присвоил В.П. Корытникову звание Героя Социалистического Труда с вручением ордена Ленина и золотой медали «Серп и Молот».
До выхода на пенсию продолжал работать на заводе "Арсенал".
Всю свою жизнь проживал в Санкт-Петербурге. Умер в 2005 году.
Был захоронен на Богословском кладбище в Санкт-Петербурге .

## Политическая деятельность
- В годы работы был депутатом Ленинградского городского и районного Советов.

## Награды
- Орден Ленина (21.06.1957)
- Орден Ленина (26.07.1966)
- Медаль «За доблестный труд в Великой Отечественной войне 1941-1945 гг.»
- Медаль «За оборону Ленинграда»

## Память
- На могиле установлен надгробный памятник.